# Robin Söderling
Robin Söderling (* 14. srpna 1984 Tibro) je bývalý švédský profesionální tenista, dříve dlouhodobě nejlepší hráč této země. Ve své kariéře vyhrál na okruhu ATP Tour deset turnajů ve dvouhře a jeden turnaj ve čtyřhře. Kromě toho zvítězil na čtyřech challengerech. V letech 2009 a 2010 se probojoval do finále grandslamu French Open. V obou ročnících vyřadil obhájce titulu – roku 2009 Rafaela Nadala, čímž se stal k vůbec prvním tenistou, jenž ho na pařížském grandslamu porazil, a v roce 2010 pak Rogera Federera, čímž ukončil jeho rekordní sérii 23 grandslamových semifinále v řadě. Do roku 2010 jej trénoval bývalý druhý hráč světa Magnus Norman.
Po premiérovém triumfu v kategorii Masters v listopadu 2010 v Paříži dosáhl v klasifikaci žebříčku ATP na své maximum, když byl hodnocený na 4. místě ve dvouhře (listopad 2010). Nejvyšším umístěním ve čtyřhře je 109. místo (květen 2009). V roce 2010 byl jediným Švédem mezi nejlepšími 200 hráči žebříčku ATP.
Robin Söderling od roku 2011 léčil s mononukleózou. Kariéru oficiálně ukončil v prosinci 2015.
Otec Bo je právník, matka Britt-Inger v domácnosti. Má sestru Sandru, která učí ve škole. Je zasnoubený s Jenny Moströmovou.

## Finále na Grand Slamu

### Mužská dvouhra: 2 (0–2)
| Stav      | rok  | turnaj      | povrch | soupeř ve finále | výsledek           |
| --------- | ---- | ----------- | ------ | ---------------- | ------------------ |
| Finalista | 2009 | French Open | antuka | Roger Federer    | 1–6, 6–7(1–7), 4–6 |
| Finalista | 2010 | French Open | antuka | Rafael Nadal     | 4–6, 2–6, 4–6      |

## Finále na okruhu ATP Tour
| Legenda (před/od 2009)                                 |
| D – dvouhra; Č – čtyřhra                               |
| Grand Slam (0–2 D)                                     |
| Turnaj mistrů (0)                                      |
| ATP Masters Series / ATP Tour Masters 1000 (1–0 D)     |
| ATP International Series Gold / ATP Tour 500 (2–4 D)   |
| ATP International Series / ATP Tour 250 (7–4 D; 1–1 Č) |

### Dvouhra: 20 (10–10)
| Stav      | č.  | datum              | turnaj                      | povrch      | soupeř ve finále   | výsledek                |
| --------- | --- | ------------------ | --------------------------- | ----------- | ------------------ | ----------------------- |
| Finalista | 1.  | 26. října 2003     | Stockholm, Švédsko          | tvrdý (h)   | Mardy Fish         | 5–7, 6–3, 6–7(4–7)      |
| Finalista | 2.  | 29. února 2004     | Marseille, Francie          | tvrdý (h)   | Dominik Hrbatý     | 6–4, 4–6, 4–6           |
| Vítěz     | 1.  | 10. října 2004     | Lyon, Francie               | koberec (h) | Xavier Malisse     | 6–2, 3–6, 6–4           |
| Vítěz     | 2.  | 6. února 2005      | Milán, Itálie               | koberec (h) | Radek Štěpánek     | 6–3, 6–7(2–7), 7–6(7–5) |
| Finalista | 3.  | 26. únos 2006      | Memphis, Spojené státy      | tvrdý (h)   | Tommy Haas         | 3–6, 2–6                |
| Finalista | 4.  | 24. února 2008     | Rotterdam, Nizozemsko       | tvrdý (h)   | Michaël Llodra     | 7–6(7–3), 3–6, 6–7(4–7) |
| Finalista | 5.  | 2. března 2008     | Memphis, Spojené státy      | tvrdý (h)   | Steve Darcis       | 3–6, 6–7(5–7)           |
| Finalista | 6.  | 12. října 2008     | Stockholm, Švédsko          | tvrdý (h)   | David Nalbandian   | 2–6, 7–5, 3–6           |
| Vítěz     | 3.  | 26. října 2008     | Lyon, Francie (2)           | koberec (h) | Julien Benneteau   | 6–3, 6–7(5–7), 6–1      |
| Finalista | 7.  | 7. června 2009     | French Open, Paříž, Francie | antuka      | Roger Federer      | 1–6, 6–7(1–7), 4–6      |
| Vítěz     | 4.  | 19. července 2009  | Båstad, Švédsko             | antuka      | Juan Mónaco        | 6–3, 7–6(7–4)           |
| Vítěz     | 5.  | 14. února 2010     | Rotterdam, Nizozemsko       | tvrdý (h)   | Michail Južnyj     | 6–4, 2–0 skreč          |
| Finalista | 8.  | 25. dubna 2010     | Barcelona, Španělsko        | antuka      | Fernando Verdasco  | 3–6, 6–4, 3–6           |
| Finalista | 9.  | 6. června 2010     | French Open, Paříž, Francie | antuka      | Rafael Nadal       | 4–6, 2–6, 4–6           |
| Finalista | 10. | 18. července 2010  | Båstad, Švédsko             | antuka      | Nicolás Almagro    | 5–7, 6–3, 2–6           |
| Vítěz     | 6.  | 14. listopadu 2010 | Paříž, Francie              | tvrdý (h)   | Gaël Monfils       | 6–1, 7–6(7–1)           |
| Vítěz     | 7.  | 9. ledna 2011      | Brisbane, Austrálie         | tvrdý       | Andy Roddick       | 6–3, 7–5                |
| Vítěz     | 8.  | 13. února 2011     | Rotterdam, Nizozemsko (2)   | tvrdý (h)   | Jo-Wilfried Tsonga | 6–3, 3–6, 6–3           |
| Vítěz     | 9.  | 20. února 2011     | Marseille, Francie          | tvrdý(h)    | Marin Čilić        | 6–7(8–10), 6–3, 6–3     |
| Vítěz     | 10. | 17. července 2011  | Båstad, Švédsko (2)         | antuka      | David Ferrer       | 6–2, 6–2                |

### Čtyřhra: 2 (1–1)
| Stav      | č. | datum              | turnaj          | povrch | spoluhráč        | soupeři ve finále                 | výsledek         |
| --------- | -- | ------------------ | --------------- | ------ | ---------------- | --------------------------------- | ---------------- |
| Vítěz     | 1. | 13. července, 2008 | Båstad, Švédsko | antuka | Jonas Björkman   | Johan Brunström Jean-Julien Rojer | 6–2, 6–2         |
| Finalista | 1. | 19. července 2009  | Båstad, Švédsko | antuka | Robert Lindstedt | Jaroslav Levinský Filip Polášek   | 6–1, 3–6, [7–10] |

## Davisův pohár
Söderling se zúčastnil 8 zápasů v Davisově poháru za tým Švédska s bilancí 10-3 ve dvouhře a 1-1 ve čtyřhře.

## Postavení na žebříčku ATP na konci sezóny

### Dvouhra
| Rok    | 2001 | 2002   | 2003  | 2004  | 2005  | 2006  | 2007  | 2008  | 2009 | 2010 |
| Pořadí | 443. | ▲ 176. | ▲ 59. | ▲ 34. | ▼ 81. | ▲ 25. | ▼ 41. | ▲ 17. | ▲ 8. | ▲ 5. |

### Čtyřhra
| Rok    | 2001 | 2002   | 2003   | 2004   | 2005   | 2006   | 2007   | 2008   | 2009   | 2010     |
| Pořadí | 936. | ▲ 903. | ▲ 432. | ▲ 225. | ▲ 220. | ▼ 425. | ▲ 234. | ▲ 134. | ▼ 264. | ▼ 1 235. |